# 아미 유나이티드 FC
아미 유나이티드 FC(태국어: สโมสรฟุตบอลอาร์มี่ ยูไนเต็ด, 영어: Army United FC)는 방콕 딘댕구를 연고로 하는 태국의 축구 클럽이다. 현재는 타이 리그 2에 참가하고 있다.
1916년 2월 24일에 태국 육군 축구단으로 창단되었으며 태국에서 오랜 역사를 자랑하는 축구 클럽 가운데 하나이다. 2010년 11월까지는 로열 타이 아미(Royal Thai Army)라는 이름을 사용했다. 클럽의 홈 구장인 로열 타이 아미 스타디움은 수많은 국제 청소년 축구 선수권 대회를 개최한 경기장이기도 하다.

## 성적
- 코르 로열컵 우승 1회 (1983)
- 태국 디비전 1 리그 우승 1회 (2004-05)